# Sebastià Giner Muñoz
Sebastià Giner Muñoz (Murla, Marina Alta, País Valencià, 9 de juliol de 1962), conegut esportivament com a Sebastià de Murla, és un jugador de pilota valenciana, traure en el joc a ratlles.
Com tots els xiquets del poble de la seua època, va començar a jugar al carrer de l'Església, espai no transitat on es podia combinar el joc indirecte (frontis de l'església) i el joc directe amb corda i sense corda. Al voltant dels 20 anys, els estudis i els principis laborals el van separar de la pràctica habitual de la pilota i no va ser fins que es va establir definitivament a València quan va començar a jugar assíduament.
La primera partida com a traure la va jugar a Castell de Castells en una partida de festes de l'any 1992. L'any següent, 1993, arranca la primera edició de la lliga de palma de primera categoria però a Sebastià l'agafa a Mallorca per qüestions laborals, eixe any i el següent, el 1994. Eixos dos anys l'equip de Murla arriba a la final perdent-les contra Benissa.
L'any 1995 Sebastià torna de Mallorca i ja s'estableix a València a treballar cosa que li permet formar part de l'equip de palma de primera categoria però de punter, eixe any, en la tercera edició de la Lliga van aconseguir el primer campionat contra l'equip de Benissa en el carrer antic de l'Alfàs, Sebastià tenia 33 anys.
Però a Sebastià el que li tirava era la treta i la temporada 95-96 a Murla es fan dos equips de palma en la primera categoria, el A i el B i Sebastià té la possibilitat de traure, però en el B, cosa que fa.
L'any 1998 l'equip de Murla B arriba a la final i la guanyen contra l'equip de Benasau. Eixe mateix any el traure de l'equip de Murla A es retira i li proposen
substituir-lo, cosa que accepta.
Ja en l'any 1999 passa a ser la treta oficial de l'equip de Murla A fins que penja el guants
l'any 2014 a l'edat de 52 anys disputant encara la final d'eixe any.
Des del primer dia que sempre ha jugat la lliga de palma de primera categoria en l'equip de
Murla, fora el A o el B, duent un munt d'alegries i un palmarés envejós per a eixe poble. Ha jugat un total, de 20 edicions de la lliga de
palma de primera categoria i ha arribat a la final en 15 ocasions, xifra que suposa un record.
També ha participat durant quatre
anys en el campionat individual de frontó.
Ha sigut molts anys jutge i membre del comité de
Llargues i continua sent-ho a dia d'avuí.
L'any 2015 la Federació de Pilota Valenciana dins l'entrega dels premis anuals en el XXIV Dia de la Pilota Valenciana premià Sebastià per la seua trajectòria esportiva. El 27 d'octubre de 2016, va ser nomenat coordinador de Pilota de la Conselleria de Cultura. Ha escrit un llibre sobre l'esport i també ha col·laborat al programa de ràdio Colp a Colp.

## Palmarès
- 10 Campionats de la Lliga de Palma de primera categoria

- 5 Subcampionats de la Lliga de Palma de primera categoria

- 2 Campionats Trofeus El Nel

- 1 Subcampionats Trofeus El Nel

- 1 Campionat Trofeu de festes de Llíber